# Okap za Kruchą Turnią
Okap za Kruchą Turnią – okap i skalna nyża w Kruchej Turni w Dolinie Kobylańskiej. Pod względem geograficznym jest to obszar Wyżyny Olkuskiej wchodzący w skład Wyżyny Krakowsko-Częstochowskiej. Administracyjnie znajduje się w granicach wsi Kobylany, w gminie Zabierzów, powiecie krakowskim, województwie małopolskim.

## Opis obiektu
Jest to obszerna nyża pod okapem u zachodnich podnóży Kruchej Turni, na wysokości około 10 m nad dnem doliny. W głębi u podstawy skały przechodzi w krótki korytarzyk. Powstała w wapieniach górnej jury. Nacieków brak, spąg pokryty gliną i liśćmi. Jest w całości oświetlona, sucha i zależna od czynników środowiska zewnętrznego.
Obiekt po raz pierwszy wzmiankowany przez J. Nowaka w 2004 roku. On też sporządził jego aktualną dokumentację i plan.

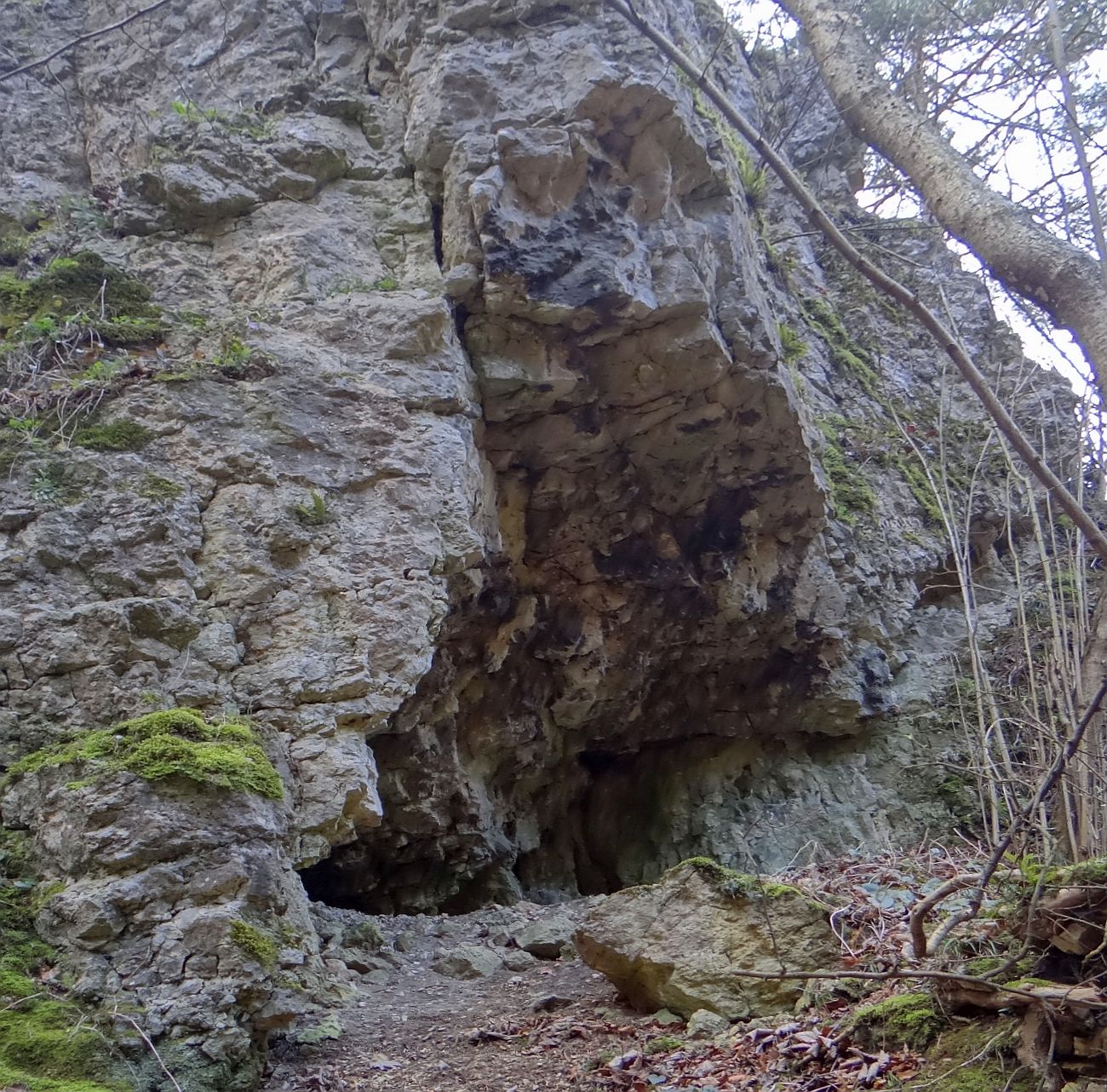
Okap
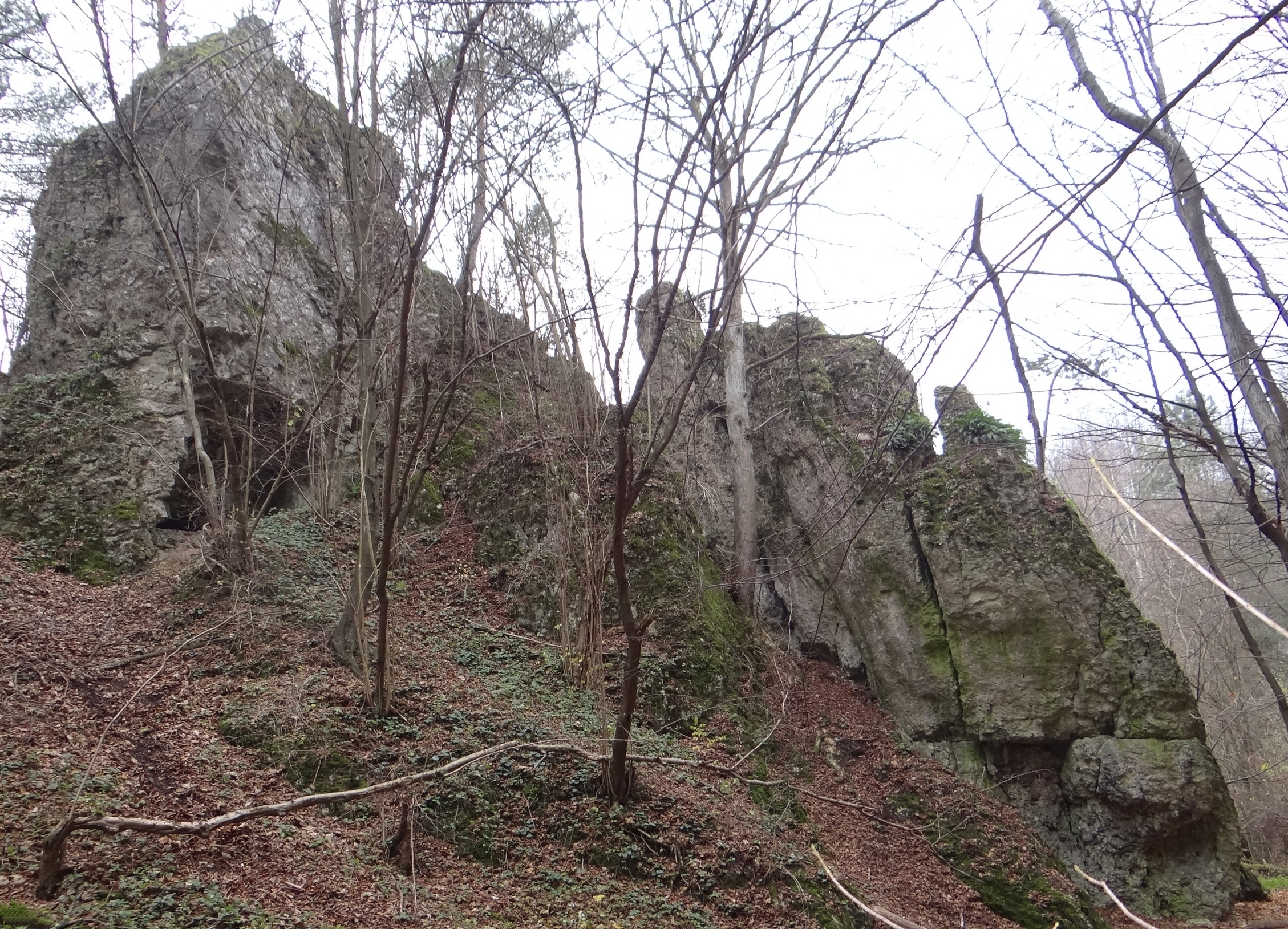
Okap widoczny po lewej stronie skały
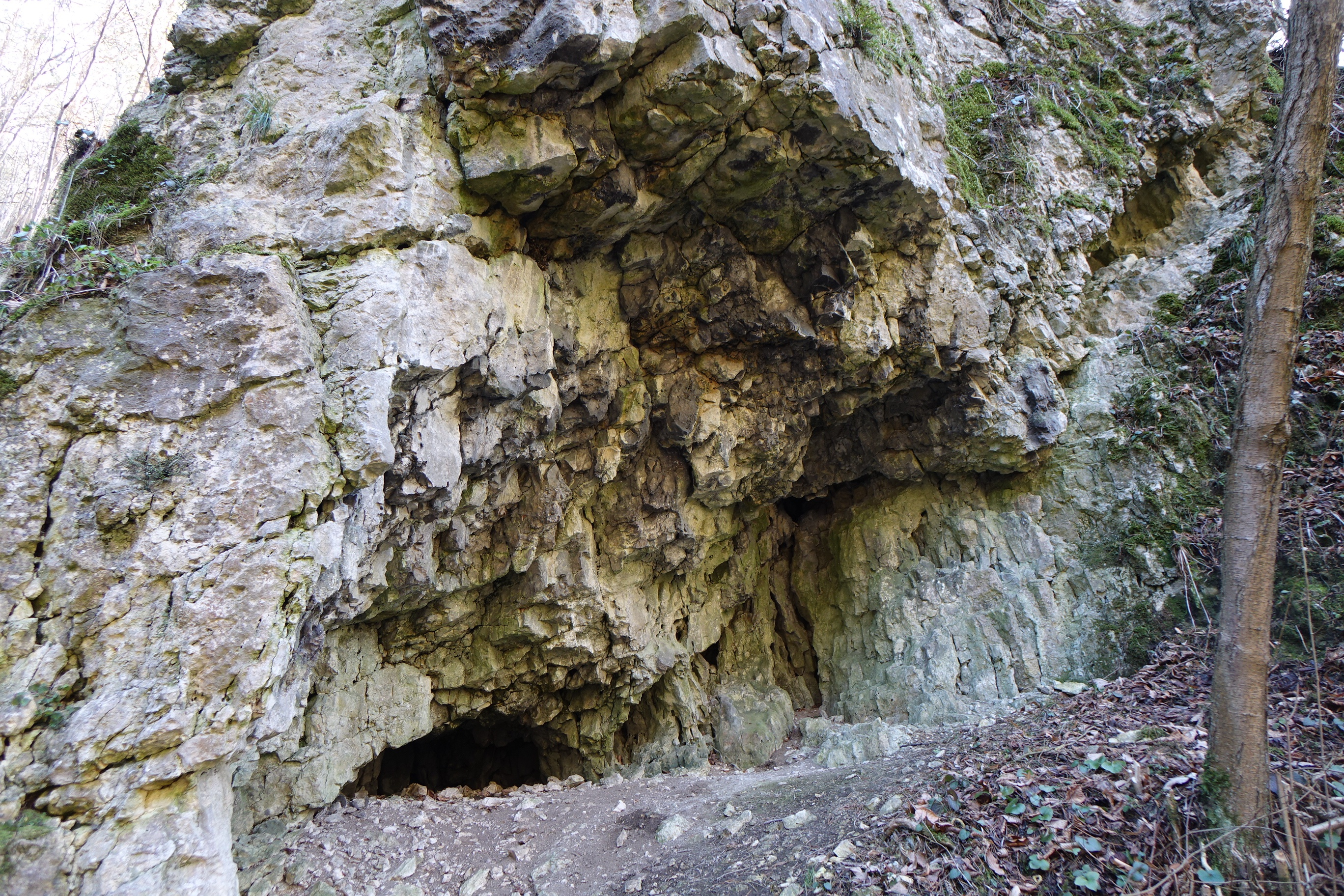
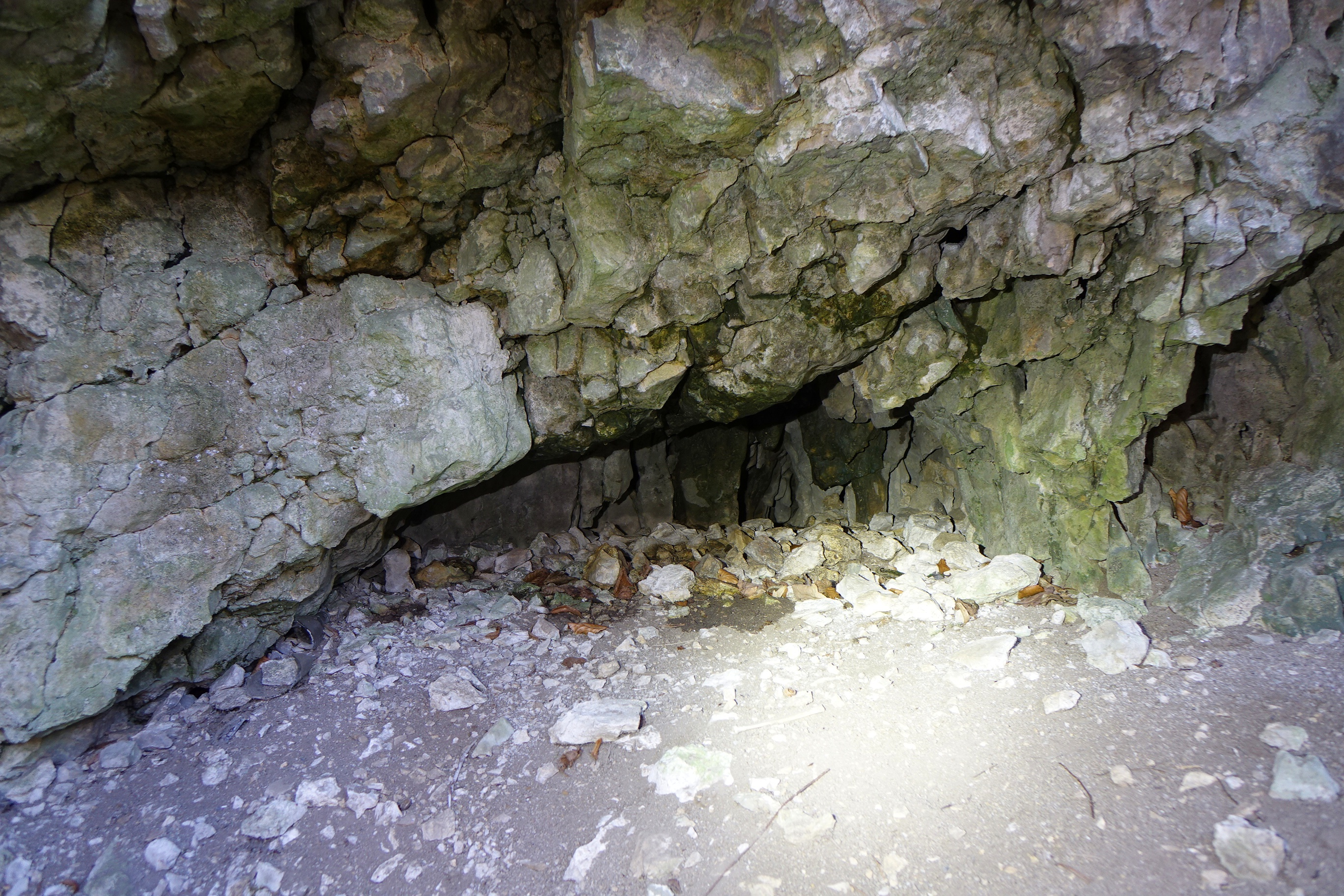